# Azorella hydrocotyloides
Azorella hydrocotyloides är en växtart i släktet Azorella och familjen flockblommiga växter.
Arten är en liten buske som förekommer i centrala och södra Nya Zeeland. Den beskrevs först av Joseph Dalton Hooker och fick sitt nu gällande namn av Thomas Kirk.